# Сливчук Юрій Миколайович
Юрій Миколайович Сливчук (9 вересня 1987, с. Рожнятів, Калуський район, Івано-Франківська область - 15 вересня 2022, с. Варварівка, Пологівський район, Запорізька область)  - кулеметник роти вогневої підтримки 79 батальйону 102 окремої бригади територіальної оборони ім. полковника Дмитра Вітовського, позивний «Мультик». Загинув під час вогневого контакту з противником при відсічі збройної агресії російської федерації в районі села Варварівка Запорізької області у ході російського вторгнення в Україну в 2022 році.

## Життєпис
Народився 9 вересня 1987 року в селищі Рожнятів, Івано-Франківської області. 
У 4 роки разом з батьками переїхав до міста Долини. Шкільне навчання розпочав у Долинському ліцеї №1, а згодом продовжив у Долинському ліцеї №5. Юрій брав участь у багатьох заходах школи: патріотичних, розважальних, предметних. Був активним учасником учнівського самоврядування.
Юрій був надзвичайно товариським та оптимістичним. З юних років Юрій Сливчук проявляв любов до України. «Ще дитиною, мій брат, тихенько покинув школу під час уроків для того, щоб першим поїздом поїхати до Києва, на Майдан Незалежності. Його спіймали та не пропустили на потяг, оскільки він був неповнолітнім» – пригадує рідний брат Тарас Сливчук. 
У 2003 році поступив в Київський національний економічний університет ім. Вадима Гетьмана.
У 2013 одружився із Наталею. У 2015 році народився син Андріан.
Другу вищу освіту Юрій Сливчук здобув в Івано-Франківському національному технічному університеті нафти й газу у 2020 році. 
Довгий час працював приватним підприємцем. Останні роки на Долинському газопереробному заводі.
З початку революції Гідності Юрій Сливчук боровся за наші європейські цінності на Майдані, де перебував до самого кінця. Там він отримав позивний «Мультик».
Починаючи з 2014 року і впродовж восьмирічної війни займався волонтерством, діставав необхідні речі побратимам з Майдану, які пішли служити в АТО.
13 березня 2022 року Юрій був мобілізований до Калуської територіальної оборони, 79 батальйону 102 бригади, в кулеметне відділення. 
З 25 квітня 2022 року разом з батальйоном вирушив у Запорізькому напрямку. 
Загинув від осколкового поранення в районі населеного пункту Варварівка Запорізької області 15 вересня 2022 року. Похований на Алеї слави Долинського міського кладовища.